# Tidigt en maj
Tidigt en maj är ett musikalbum från 2014 av artisten Parken och gavs ut av skivbolaget Flora & Fauna. Albumet är producerad av både Parken och Daniel Bengtsson.

## Låtlista
1. Tidigt en maj – (3:46)
2. Double rainbow över Valla Torg – (3:48)
3. Slår mig fri – (3:42)
4. Hassela väntar – (4:27)
5. Bara kajor – (4:34)
6. Här kommer Henry – (5:06)
7. Juni och jag – (4:21)
8. Lånad från en dröm – (4:22)
9. Din gyllene bur – (4:48)

## Medverkande
- Parken – Sång, olika instrument
- Daniel Bengtsson – Olika instrument
- Martin Sörbom – Trummor

## Recensioner
- Recension: Parken – Tidigt en maj – UNT.se

### Fotnoter
1. ↑  ”Flora & Fauna | Parken – Double rainbow över Valla Torg”. Brilliant.nu. http://www.brilliant.nu/.
2. ↑  ”Parken-Tidigt En Maj”. Djungeltrumman.se. Arkiverad från originalet den 12 maj 2014. https://web.archive.org/web/20140512221718/http://www.djungeltrumman.se/queclub.